# مشروع روفر

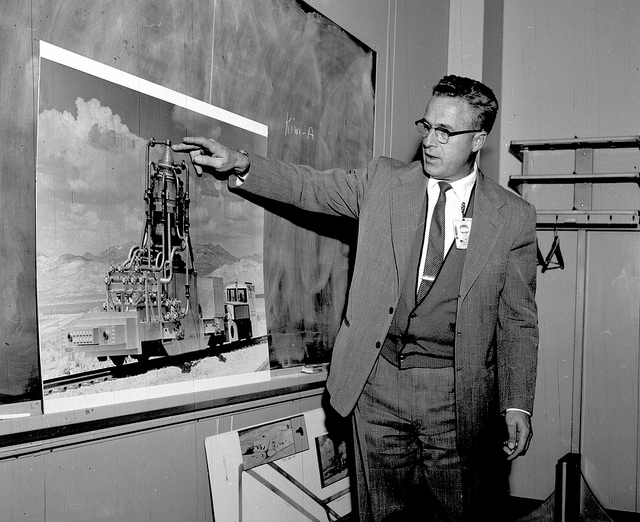
رايمر شرايبر مع ملصق مشروع روفر عام 1959

كان «مشروع روفر» مشروعًا تابعًا للولايات المتحدة يهدف لتطوير صاروخ نووي حراري استمر بين عامي 1955 و1973 في مختبر «لوس ألاموس» العلمي (إل إيه إس إل). بدأ كمشروع للقوات الجوية الأمريكية لتطوير مرحلة صاروخية عليا تعمل بالطاقة النووية لصاروخ باليستي عابر للقارات (آي سي بي إم). نُقل المشروع إلى وكالة ناسا في عام 1958 بعد أن تسببت أزمة «سبوتنيك» في بدء سباق الفضاء. وقد أداره مكتب الدفع النووي الفضائي (إس إن بّي أوه)، وهي وكالة مشتركة بين لجنة الطاقة الذرية (إيه إي سي) ووكالة ناسا. أصبح مشروع روفر جزءًا من مشروع المحرك النووي للمركبات الصاروخية (نيرفا) التابع لناسا، ومن ذلك الوقت فصاعدًا، تناول مشروع روفر البحث في تصميم مفاعل صاروخي نووي، بينما انشغل مشروع نيرفا في التطوير الشامل لمحركات الصواريخ النووية ونشرها، والتخطيط للمهمات الفضائية.
بُنيت المفاعلات النووية لمشروع روفر في منطقة إل إيه إس إل التقنية 18 (تي إيه 18) المعروفة أيضًا باسم موقع «باجاريتو كانيون». اختُبرت هناك بقدرة منخفضة للغاية ثم شُحنت إلى المنطقة 25 (المعروفة باسم جاكاس فلاتس) في موقع اختبار نيفادا التابع لـ إيه إي سي. اختُبرت عناصر الوقود وعلوم المواد الأخرى من قبل قسم «إل إيه إس إل إن» في «تي إيه 46» باستخدام أفران مختلفة ثم مفاعل اختبار خاص، وهو الفرن النووي. أدى مشروع روفر إلى تطوير ثلاثة أنواع من المفاعلات: «كيوي» (بين عامي 1955 و1964)، و«فويبوس» (بين عامي 1964 و1969)، و«بيوي» (بين عامي 1969 و1972). كان كيوي وفويبوس مفاعلان كبيران، بينما كان بيوي أصغر بكثير، نتيجة الميزانية الأصغر المتاحة بعد عام 1968.
استُخدم اليورانيوم عالي التخصيب وقودًا للمفاعلات، مع الهيدروجين السائل وقودًا دافعًا للصواريخ ومبردًا للمفاعلات. استُخدم الجرافيت النووي والبريليوم كمهدئين وعاكسين للنيوترونات. جرى التحكم بالمحركات بواسطة براميل تحتوي على الجرافيت أو البريليوم على جهة والبورون (سم نووي) على الجهة أخرى، وعُدل مستوى الطاقة عن طريق تدوير البراميل. نظرًا إلى أن الهيدروجين يعمل أيضًا كمهدئ، فإن زيادة تدفق الوقود الدافع يزيد أيضًا من قدرة المفاعل دون الحاجة إلى ضبط البراميل. أظهرت اختبارات مشروع روفر إمكانية إغلاق محركات الصواريخ النووية وإعادة تشغيلها عدة مرات دون صعوبة، ويمكن تجميعها إذا كان هناك حاجة لمزيد من الدفع. تقريبًا، كان اندفاعها النوعي (الكفاءة) ضعف الاندفاع النوعي الخاص بالصواريخ الكيميائية.
تمتع الصاروخ النووي بدعم سياسي قوي من رئيس اللجنة المشتركة للطاقة الذرية التابعة للكونغرس الأمريكي، السيناتور «كلينتون بّي. أندرسون» من ولاية نيو مكسيكو (حيث كان إل إيه إس إل موجودًا)، ومناصريه، السناتور «هوارد كانون» من ولاية نيفادا والسناتور «مارجريت تشيس سميث» من ولاية مين، ما حمى المشروعَ من محاولات الإلغاء المتعددة التي أصبحت أكثر جدية بسبب خفض تمويل العديد من المشاريع مع تصاعد حرب فيتنام وبعد انتهاء سباق الفضاء مع هبوط «أبولو 11» على سطح القمر. أُلغي مشروعي روفر ونيرفا رغم اعتراض مناصريهما في يناير 1973، ولم يُطلق أي مفاعل على الإطلاق.

## نظرة تاريخية

### المفاهيم الأولية
خلال الحرب العالمية الثانية، توقع بعض العلماء العاملين على مشروع «مانهاتن» في مختبر لوس ألاموس، بما في ذلك «ستان أولام» و«فريدريك رينز» و«فريدريك دي هوفمان»، إمكانية تطوير صواريخ تعمل بالطاقة النووية. في عام 1946، كتب أولام و«كورنيليوس جوزيف سي. جاي إيفريت» بحثًا عن استخدام القنابل الذرية كوسيلة لدفع الصواريخ. أصبح هذا في ما بعد الأساس لمشروع «أوريون». في ديسمبر 1945، كتب «تيودور فون كارمان» و«هسيو شين تسيان» تقريرًا للقوات الجوية الخاصة بجيش الولايات المتحدة. في حين أنهما اتفقا على أن الأمر لم يكن عمليًا بعد، توقع تسيان أن الصواريخ التي تعمل بالطاقة النووية قد تصبح ذات يوم قويةً بما يكفي لإطلاق الأقمار الصناعية نحو مدارها.
في عام 1947، نشر مختبر الفيزياء الجوية التابع لأمريكا الشمالية بحثًا كبيرًا يستقصي العديد من المشاكل التي ينطوي عليها استخدام المفاعلات النووية لتشغيل الطائرات والصواريخ. استهدفت الدراسة على وجه التحديد طائرة ذات مدى تحليق يبلغ 16000 كيلومتر (10000 ميل) وقدرة على حمل 3600 كيلوغرام (8000 باوند)، وتحدثت عن تصميم المضخات التوربينية والهيكل والخزان والديناميكا الهوائية والمفاعل النووي للطائرة. توصلوا إلى أن الهيدروجين هو أفضل خيارات الوقود وأن الجرافيت أفضل مهدئ للنيوترونات، لكنهم افترضوا أن درجة حرارة التشغيل تبلغ 3150 درجة مئوية (5700 درجة فهرنهايت)، التي تجاوزت قدرات المواد المتاحة. كان الاستنتاج هو أن الصواريخ التي تعمل بالطاقة النووية لم تكن عمليةً بعد.
أدى الكشف العام عن الطاقة الذرية في نهاية الحرب إلى قدر كبير من التكهنات، وفي المملكة المتحدة، درس كل من «فال كليفر»، كبير المهندسين في قسم الصواريخ في «دي هافيلاند»، و«ليزلي شيبرد»، عالم فيزياء نووية في جامعة «كامبردج»، بشكل مستقل مشكلة دفع الصواريخ النووية. ثم تعاونا، وحددا تصميمًا لصاروخ يعمل بالطاقة النووية مع مُبادل حراري من جرافيت صلب، في سلسلة من الأوراق المنشورة في مجلة الجمعية البريطانية بين الكوكبية في عام 1948 وعام 1949، وتوصلا إلى أن الصواريخ النووية ضرورية لاستكشاف الفضاء العميق، ولكنها لم تكن ممكنةً بعد من الناحية التقنية. 

## البدايات
تم بناء مفاعلات نووية لمشروع روفر في المنطقة التقنية 18 للمختبر (TA-18). تم اختبار المفاعلات بقوة منخفضة للغاية ثم شحنت لاحقا إلى جاكاس فلاتس في موقع اختبار نيفادا.
تم إجراء اختبار لعناصر الوقود وعلوم المواد الأخرى بواسطة مختبر لوس ألاموس في TA-46 باستخدام أفران مختلفة ثم الفرن النووي لاحقا وتم تطوير قضبان الوقود في روكي فلاتس.

## المكونات
تم تقسيم مشروع روفر إلى ثلاث مراحل:
- الكيوي بين عامي 1955 و 1964.
- فويبوس بين عامي 1964 و 1969.
- بيوي بين عامي 1969 وإلغاء المشروع مع إلغاء المحرك النووي للمركبات الصاروخية في نهاية عام 1972.

كان الكيوي وفويبوس مفاعلين كبيرين وبيوي 1 وبيوي 2 أصغر بكثير من الكيوي وفويبوس.